# Louis Satterfield
Louis Edward Satterfield (né le 3 avril 1937 au Mississippi et décédé le 27 septembre 2004 à Chicago) est un musicien américain, connu sous le surnom de Lui-Lui. Il était bassiste et tromboniste, musicien de studio et de scène et a joué pour des artistes tels que B.B. King, Muddy Waters, Howlin' Wolf, Earth, Wind and Fire, et Phil Collins. Il est avec Don Myrick un des membres fondateurs des Phenix Horns, la section de cuivres du groupe Earth, Wind and Fire.

## Biographie
Louis Satterfield est né à Shaw dans le delta du Mississippi en 1937. En 1962, il forme le groupe The Jazzmen avec Charles Handy à la trompette, et Don Myrick au saxophone au Crane Junior College à Chicago. Ils sont rejoints par Fred Humphrey au piano, Ernest McCarthy à la basse, et Maurice White à la batterie. Satterfield fait des sessions en tant que musicien de studio pour Chess Records à Chicago. Une de ses contributions de l'époque est Rescue Me pour Fontella Bass en 1965. Par la suite, après la rencontre avec un autre groupe de jazz à Chicago, The Artistic Heritage Ensemble, deux albums sont gravés sous ce nom soit On the beach en 1967 et The Malcolm X Memorial (A Tribute In Music) en 1968. Puis après que les deux ensembles aient fusionnés, ils prennent le nom « The Pharaohs » et enregistrent leur premier album en 1971 intitulé The Awakening. En 1972 est enregistré un album en concert, In the Basement publié seulement en 1996. Par la suite, Il fonde la section de cuivres Phenix Horns du groupe Earth, Wind and Fire, qui plus tard joueront aussi avec Phil Collins.
Il écrit en 1978 un livre  Playing the Bass Guitar, avec Verdine White. En 1979 un troisième trompettiste, Elmar Brown, complète le groupe et durant l'année, Myrick, Satterfield et Michael Harris enregistrent l'unique album du groupe Sky, en compagnie de musiciens de studio. En 1981, ils participent à l'enregistrement de l'album Face Value de Phil Collins avec le producteur Hugh Padgham. Ils figurent aussi sur deux titres de Genesis soit No Reply at Al sur l'album Abacab en 1981 ainsi que sur le maxi-single Paperlate en 1982. Et toujours la même année, ils sont avec Phil Collins sur l'album de Frida, ancienne chanteuse du groupe suédois Abba, Something's going on. Ils retrouvent le chanteur Philip Bailey du groupe EWF, qui enregistre son album solo Chinese Wall en 1984, toujours avec Phil Collins qui joue et produit. Après la tournée No jacket required avec Collins en 1985, Michael Harris est remplacé par Harry Kim, et après l'album en concert Serious Hits… Live! en 1990, Don Myrick quitte lui aussi le groupe et est remplacé par Andrew Woolfolk. Après l'enregistrement de Dance into the Light, les Phenix Horns sont remplacés par le Vine Street Horns. Louis Satterfield décède le 27 septembre 2004 à l'âge de 67 ans.

## Discographie

### B.B. King
- 1967 : Blues Is King (basse)
- 1968 : His Best - The Electric B.B. King (basse)
- 1992 : King of the Blues B.B. King (basse)
- 2000 : Anthology B.B. King (basse)

Philip Cohran and the Artistic Heritage Ensemble
- 1967 : On the Beach (basse, trombone)
- 1968 : The Malcolm X Memorial (A Tribute In Music) (basse, trombone) - A été réédité en 2010.

The Pharoahs
- 1971 : The Awakening
- 1996 : In The Basement

Earth, Wind & Fire
- 1975 : Gratitude Earth, Wind and Fire (trombone)
- 1976 : Spirit Earth, Wind and Fire (trombone)
- 1977 : All 'n All Earth, Wind and Fire (trombone)
- 1979 : I Am Earth, Wind and Fire (trombone)
- 1980 : Faces Earth, Wind and Fire (trombone solo)
- 1981 : Raise! Earth, Wind and Fire (trombone)
- 1983 : Earth, Wind & Fire: In Concert (basse, trombone)
- 1983 : Powerlight Earth, Wind and Fire (trombone)
- 1988 : The Best of Earth, Wind & Fire, Vol. 2 (trombone)
- 1991 : The Ballads Earth, Wind and Fire (trombone)
- 1992 : The Eternal Dance Earth, Wind and Fire (trombone)
- 1995 : Dance Tracks Earth, Wind and Fire (trombone)
- 1996 : Elements of Love: Ballads Earth, Wind and Fire (trombone)
- 2002 : Live in Rio Earth, Wind and Fire (trombone)
- 2004 : Love Songs Earth, Wind and Fire (trombone)

### Sky
- 1979 : Sky album éponyme du groupe Sky (trombone, chant, composition)

### Phil Collins
- 1981 : Face Value Phil Collins  (trombone)
- 1982 : Hello, I Must Be Going Phil Collins  (trombone)
- 1983 : Live at Perkins Palace Phil Collins  (trombone)
- 1985 : No Jacket Required Phil Collins  (trombone)
- 1989 : ...But Seriously Phil Collins  (trombone)
- 1990 : Serious Hits... Live! Phil Collins  (trombone)
- 1998 : ...Hits Phil Collins (trombone)
- 2004 : The Platinum Collection Phil Collins (trombone)
- 2016 : The Singles Phil Collins (trombone)

### Collaborations
- 1968 : Electric Mud Muddy Waters (basse)
- 1969 : The Howlin' Wolf Album Howlin' Wolf (basse)
- 1973 : Catalyst Willie Dixon (basse)
- 1978 : Closer to the Source Leroy Hutson (trombone, trompette)
- 1978 : Sunbeam The Emotions (trombone)
- 1979 : Whisper in Your Ear The Whispers (trombone)
- 1980 : La Toya Jackson La Toya Jackson (cuivres)
- 1981 : Tender Togetherness Stanley Turrentine (trombone, arrangements)
- 1982 : Changes Keni Burke (cuivres)
- 1982 : Something's Going On Frida (trombone) - Produit par Phil Collins qui joue aussi sur l'album.
- 1984 : Chinese Wall Philip Bailey  (trombone) - Avec Phil Collins.
- 1987 : Vini Pou Kassav (trombone)
- 1988 : Le Tour De France France Gall (trombone)
- 1989 : Majestik Zouk Kassav (trombone)
- 1992 : Shake It All About Little Richard (trombone)